# Amphoe Nong Phai
Amphoe Nong Phai (Thai อำเภอ หนองไผ) ist ein Landkreis (Amphoe – Verwaltungs-Distrikt) in der Provinz Phetchabun. Die Provinz Phetchabun liegt im südöstlichen Teil der Nordregion von Thailand.

## Geographie
Amphoe Nong Phai liegt im Osten der Provinz Phetchabun. Die Gegend ist geprägt von den Ausläufern der Phetchabun-Berge. Hauptwasserader ist der Fluss Pa Sak.
Amphoe Nong Phai grenzt vom Süden aus im Uhrzeigersinn aus gesehen an die Amphoe Bueng Sam Phan, Chon Daen und Mueang Phetchabun aus der Provinz Phetchabun sowie an Nong Bua Daeng und Phakdi Chumphon in der Provinz Chaiyaphum.

## Geschichte
Nong Phai wurde 1961 als „Zweigkreis“ (King Amphoe) errichtet. 1963 erfolgte die Hochstufung zu einer vollen Amphoe.

## Verwaltung

### Provinzverwaltung
Der Landkreis Nong Phai ist in 13 Tambon („Unterbezirke“ oder „Gemeinden“) eingeteilt, die sich weiter in 142 Muban („Dörfer“) unterteilen.
| Nr. | Name         | Thai     | Muban | Einw.  |
| --- | ------------ | -------- | ----- | ------ |
| 01. | Kong Thun    | กองทูล    | 08    | 04.362 |
| 02. | Na Chaliang  | นาเฉลียง  | 10    | 10.896 |
| 03. | Ban Phot     | บ้านโภชน์  | 13    | 08.447 |
| 04. | Tha Daeng    | ท่าแดง    | 15    | 11.123 |
| 05. | Phet Lakhon  | เพชรละคร | 14    | 11.743 |
| 06. | Bo Thai      | บ่อไทย    | 14    | 09.733 |
| 07. | Huai Pong    | ห้วยโป่ง   | 07    | 06.236 |
| 08. | Wang Tha Di  | วังท่าดี    | 09    | 06.240 |
| 09. | Bua Watthana | บัววัฒนา   | 08    | 05.965 |
| 10. | Nong Phai    | หนองไผ่   | 16    | 15.728 |
| 11. | Wang Bot     | วังโบสถ์   | 10    | 07.621 |
| 12. | Yang Ngam    | ยางงาม   | 10    | 09.030 |
| 13. | Tha Duang    | ท่าด้วง    | 08    | 05.761 |

### Lokalverwaltung
Es gibt sechs Kommunen mit „Kleinstadt“-Status (Thesaban Tambon) im Landkreis:
- Ban Phot (Thai: เทศบาลตำบลบ้านโภชน์) bestehend aus dem kompletten Tambon Ban Phot.
- Na Chaliang (Thai: เทศบาลตำบลนาเฉลียง) bestehend aus den Teilen der Tambon Na Chaliang, Yang Ngam.
- Nong Phai (Thai: เทศบาลตำบลหนองไผ่) bestehend aus Teilen des Tambon Nong Phai.
- Chaliang Thong (Thai: เทศบาลตำบลเฉลียงทอง) bestehend aus Teilen des Tambon Na Chaliang.
- Bo Thai (Thai: เทศบาลตำบลบ่อไทย) bestehend aus dem kompletten Tambon Bo Thai.
- Bua Watthana (Thai: เทศบาลตำบลบัววัฒนา) bestehend aus dem kompletten Tambon Bua Watthana.

Außerdem gibt es neun „Tambon-Verwaltungsorganisationen“ (องค์การบริหารส่วนตำบล – Tambon Administrative Organizations, TAO)
- Kong Thun (Thai: องค์การบริหารส่วนตำบลกองทูล) bestehend aus dem kompletten Tambon Kong Thun.
- Tha Daeng (Thai: องค์การบริหารส่วนตำบลท่าแดง) bestehend aus dem kompletten Tambon Tha Daeng.
- Phet Lakhon (Thai: องค์การบริหารส่วนตำบลเพชรละคร) bestehend aus dem kompletten Tambon Phet Lakhon.
- Huai Pong (Thai: องค์การบริหารส่วนตำบลห้วยโป่ง) bestehend aus dem kompletten Tambon Huai Pong.
- Wang Tha Di (Thai: องค์การบริหารส่วนตำบลวังท่าดี) bestehend aus dem kompletten Tambon Wang Tha Di.
- Nong Phai (Thai: องค์การบริหารส่วนตำบลหนองไผ่) bestehend aus Teilen des Tambon Nong Phai.
- Wang Bot (Thai: องค์การบริหารส่วนตำบลวังโบสถ์) bestehend aus dem kompletten Tambon Wang Bot.
- Yang Ngam (Thai: องค์การบริหารส่วนตำบลยางงาม) bestehend aus Teilen des Tambon Yang Ngam.
- Tha Duang (Thai: องค์การบริหารส่วนตำบลท่าด้วง) bestehend aus dem kompletten Tambon Tha Duang.